# Cara Arslã

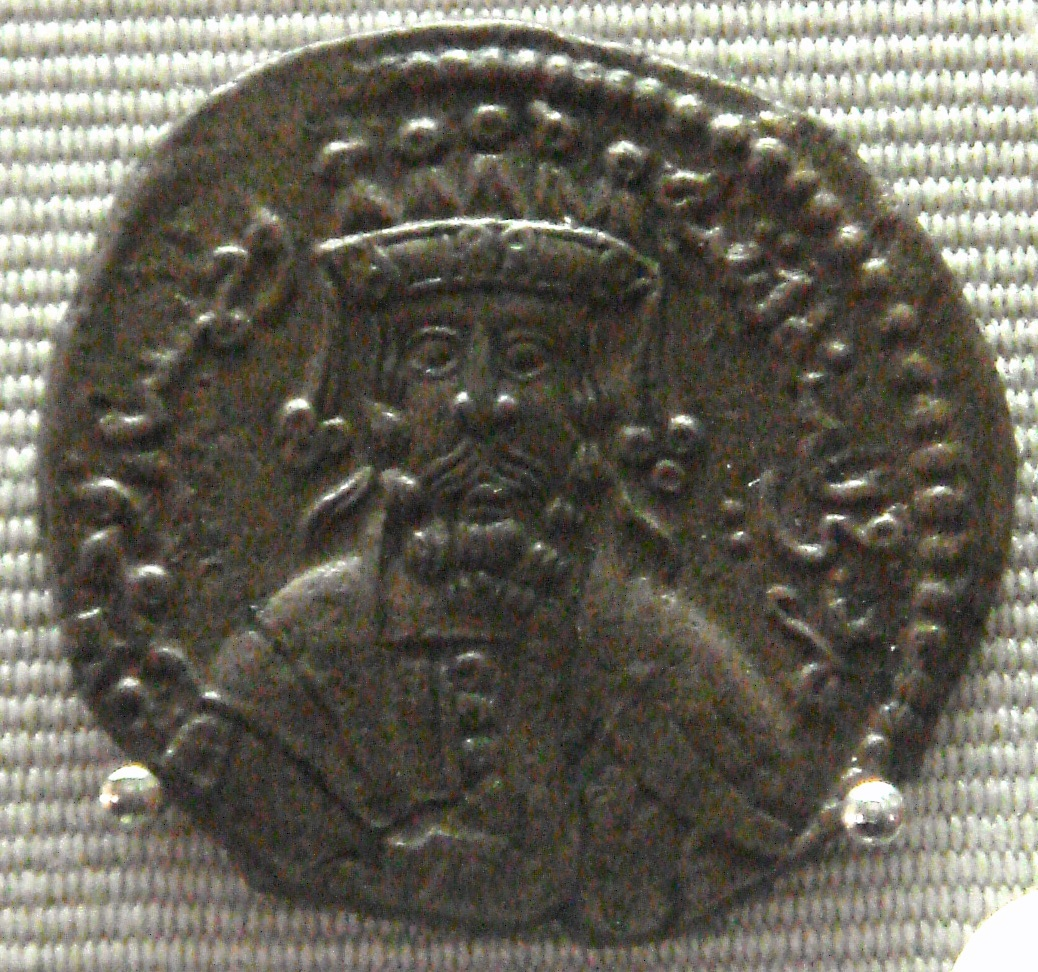
Fel de Facradim

Facradim Cara Arslã ou Arslão (Fakhr al-Din Qara Arslan) era um membro da família dos ortóquidas e filho de Ruquém Adaulá Daúde, bei de Hisne Caifa. Cara Arslã governou Hisne Caifa após a morte de Daúde em agosto de 1144 e pediu ajuda de Joscelino I, conde de Edessa, para se proteger da agressão de Zengui. Era o pai de Noradine Maomé.